# Helena Rufeisen-Schüpper
Helena Rufeisen-Schüpper (ur. 1921 w Krakowie, zm. 23 kwietnia 2017 w Izraelu) – żydowska działaczka ruchu oporu w czasie II wojny światowej, uczestniczka powstania w getcie warszawskim. Autorka książki wspomnieniowej „Pożegnanie Miłej 18. Wspomnienia łączniczki Żydowskiej Organizacji Bojowej”. 

## Życiorys
Gdy miała 10 lat zmarła jej matka Simcha z Rosenbergów, w związku z czym mała Helena została oddana na wychowanie dziadkom. 
Absolwentka Powszechnej Szkoły Żeńskiej im. Henryka Sienkiewicza, a następnie Szkoły Handlowej przy ulicy Loretańskiej w Krakowie. Członkini młodzieżowej organizacji syjonistycznej Akiba; w wakacje 1939, uczestniczyła w kolonii organizowanej przez Akibę w Tatrach. W momencie wybuchu wojny podobnie jak jej ojciec starała się uciec na wschód, ale ostatecznie wróciła do Krakowa, gdzie dalej działała w strukturach Akiby.  
Od 1941 przebywała w getcie warszawskim, gdzie działała w grupie chalucowej Akiby. Uczestniczka posiedzeń syjonistycznej organizacji He-Chaluc oraz powstania Żydowskiej Organizacji Bojowej, której była łączniczką między Warszawą a Krakowem. Po uwolnieniu Arie Wilnera opatrywała jego rany w mieszkaniu przy ul. Muranowskiej 44. 
Podczas powstania w getcie warszawskim przedostała się z płonącego bunkra w kamienicy przy ulicy Muranowskiej 44 do kwatery głównej ŻOB w bunkrze przy ulicy Miłej 18. Na rozkaz Mordechaja Anielewicza przedostała się kanałami na stronę aryjską gdzie nawiązała kontakt z Icchakiem Cukiermanem. Tosia Altman złożyła jej relację z pacyfikacji bunkra na Miłej. 
Przebywała w Hotelu Polskim przy ul. Długiej 29 w Warszawie, skąd została wywieziona do obozu koncentracyjnego Bergen-Belsen.
Po zakończeniu wojny wyemigrowała do Palestyny.